# Агентство модернізації
Агентство модернізації України — неурядова організація, створена 3 березня 2015 року українським олігархом Дмитром Фірташем за участю Федерації роботодавців України і найбільшими профспілковими організаціями України. Завдання організації — залучення провідних світових експертів до розробки комплексної програми реформ для України, програми модернізації України на 25 років, а також пошук інвестиційних ресурсів у реальний сектор економіки.

## Історія створення
Ініціатор створення — український бізнесмен, Голова Федерації роботодавців України Дмитро Фірташ. Вперше можливість створення організації для залучення іноземних експертів до розробки реформ для України обговорювалася на декількох міжнародних форумах, відомих як «Віденські круглі столи». «Віденські круглі столи» відбулись в 2014 році:
- Круглий стіл «Україна в Європі: мир і розвиток» 1 жовтня 2014 року у Відні.
- Круглий стіл «Єдиний економічний простір ЄС, ЄАЕС і України — запорука миру і перспективи для бізнесу у регіоні» 3 листопада 2014 року.

3 березня 2015 року у Відні відбувся міжнародний форум «Україна завтра», на якому було проголошено створення Агентства модернізації України, затверджено склад Ради АМУ і розроблений графік підготовки Програми модернізації України.

### Завдання і принципи діяльності
АМУ було створено для залучення провідних європейських і світових експертів до розробки Програми модернізації України і пошуку необхідних для цього інвестиційних ресурсів.
Розробка і реалізація Програми модернізації України складалася з двох етапів. Перший етап складав 200 днів, протягом яких мала бути розроблена загальна Програма реформування і конкретні секторальні напрямки реформ. Реформи стосувалися української економіки, торгівлі, правоохоронної та судової системи, процесу інтеграції з ЄС, охорони здоров'я, боротьби з корупцією, фінансового сектора і торгівлі, також мали бути розроблені пропозиції для проведення конституційної реформи. На думку Дмитра Фірташа, створення такого Агентства і його подальша діяльність дозволять повернути довіру до України з боку іноземних інвесторів. В результаті програма потенційно матиме змогу залучити в Україну не менше 300 млрд доларів інвестицій.

### Програма модернізації України
Програма модернізації України складається з двох частин:
• Рекомендацій з проведення інституціональних реформ, направлених на інтеграцію України до ЄС і побудову громадянського суспільства (Програма реформ),
• Програми розвитку конкретних галузей української економіки і оцінки потрібних обсягів фінансування (Програма розвитку економіки).
Програма розроблена за ініціативою найбільших українських недержавних організацій приватного сектору — Федерації роботодавців України і профспілок України, що об'єднують українські підприємства, на яких в сукупності виробляється близько 70 % ВВП України.
Програма розробляється під керівництвом іноземних експертів, які мають досвід проведення економічних, політичних і конституційних реформ. У результаті команда Агентства створила дуже значний документ. Сумарно — понад 400 сторінок рекомендацій плюс безліч додатків.

## Команда Агентства модернізації України
Керівниками робочих груп з підготовки «Програми модернізації України» стали колишні прем'єр-міністри, міністри, члени парламенту і вчені Польщі, Німеччини, Австрії, Великої Британії і Швейцарії, а також колишній віцепрезидент Єврокомісії. А також багато українських експертів. У розробці Програми брала участь Національна академія наук і ряд інших українських наукових та громадських організацій.
Нагляд і координацію розробки Програми модернізації України проводить Рада Агентства, до складу якої входять:
• Засновник Агентства, член Палати лордів Великої Британії лорд Річард Різбі,
• Засновник Агентства, депутат німецького парламенту і голова Німецько-української парламентської групи Карл-Георг Вельман,
• Засновник Агентства, відомий французький політичний журналіст, філософ і письменник Бернар-Анрі Леві.
• Британський дипломат, член Палати Лордів Великої Британії Граф Оксфорд Реймонд Бенедікт Асквіт.
• Представник Федерації роботодавців України.
• Представник українських профспілок. 

### Галузеві підрозділи
Галузеві підрозділи Агентства очолюють відомі економічні і політичні експерти, зокрема:

• колишній віце-президент Європейської комісії з питань підприємництва і промисловості Гюнтер Ферхойген (реформи у сфері інтеграції з ЄС),

• колишній міністр фінансів ФРН Пеер Штайнбрюк (фінансовий сектор і податки),

• колишній прем'єр-міністр Польщі Влодзімеж Цімошевич (боротьба з корупцією),

• колишній Головний прокурор Англії і Уельсу Лорд Макдональд (правоохоронна і судова системи),

• голова організації французьких роботодавців MEDEF у 2005—2013 роках Лоранс Парізо (економіка),

• колишній Єврокомісар з торгівлі і керівник різних міністерств за часів прем'єр-міністрів Тоні Блера і Гордона Брауна Пітер Мандельсон (торгівля),

• засновник організацій «Лікарі без кордонів» і «Лікарі світу», колишній міністр закордонних справ Франції Бернар Кушнер (охорона здоров'я).

## Фонд відновлення України
В рамках попередніх домовленостей фахівці низки європейських аналітичних центрів спільно з Федерацією роботодавців України проведуть роботу з вивчення ситуації в економіці України і потреб кожної із галузей у необхідних фінансових ресурсах. Із початком впровадження реформ у рамках Плану модернізації України, буде створено Український фонд відновлення, капітал якого складе 300 мільярдів доларів. Фонд створюється для інвестування в різні сектори економіки України відповідно до Програми модернізації.
• Фонд буде структурований відповідно до принципів, що викликають довіру у інвесторів (форма організації, юрисдикція тощо).

• У Фонд залучається довге міжнародне фінансування від приватних інвесторів, міжнародних фінансових організацій і суверенних фондів іноземних держав.

• Інвестування в проєкти в Україні здійснюватиметься на поворотній основі і передбачає закупівлю обладнання у країн, які надають фінансування.

## Останні новини
В інтерв'ю інформаційному агентству «Дойче Веллє» голова Федерації роботодавців України Дмитро Фірташ заявив про те, що український бізнес може відмовитися від офшорів і повернутися в Україну, якщо держава зможе гарантувати захист права власності. На його думку, робота через офшори — це вимушена «страхувальна» відповідь українських бізнесменів, продиктована відсутністю довіри між бізнесом і державою. Тому гармонізація відносин в системі «держава-бізнес» стане одним з головних завдань Агентства модернізації України.
Представник АМУ, міністр фінансів ФРН у 2005—2009 роках Пеер Штайнбрюк в інтерв'ю німецькому виданню Frankfurter Allgemeine Zeitung заявив про те, що у березні західні консультанти Агентства планують відвідати Україну для проведення консультацій з керівництвом Національного банку України і Міністерства фінансів України. На думку Пеера Штайнбрюка, реформами, які потрібні Україні в першу чергу, повинні стати боротьба з корупцією, створення незалежної судової системи, а також надійної банківської і фіскальної системи. Все це разом з відновленням територіальної цілісності і наданням більших прав регіонам допоможе у відновленні української економіки і країни в цілому.
В липні 2015 року команда АМУ провела серію круглих столів за участю відомих європейських та українських політиків, експертів та представників громадянського суспільства в Україні.
В серпні 2015 року розробники плану модернізації України представили свою програму європейському суспільству в Варшаві.
У програмі визначені основні цільові показники змін на краще. В першу чергу необхідно:
- збільшити рівень середньої зарплатні  до $500. Поточний показник — $180;
- подвоїти витрати на медицину  однієї людини на рік. Поточний показник — $315;
- підвищити середню тривалість життя з 71 до 75 років.[23]

### Відео
- Форум у Відні "Україна завтра" на YouTube
- Президент України Леонід Кравчук - про Агентство модернізації України (АМУ) на YouTube